# Carlos, Duque da Calábria
Carlos Tito de Nápoles e Sicília (em italiano: Carlo Tito Francesco Giuseppe di Borbone; 4 de Janeiro de 1775 - 17 de Dezembro de 1778) foi o herdeiro dos tronos de Nápoles e da Sicília durante a sua vida, recebendo por isso o título de duque de Calábria.

## Biografia
Nascido no Reggia di Caserta perto de Nápoles, o príncipe Carlos foi o primeiro filho varão do rei de Nápoles, recebendo por isso o título de duque de Calábria. A sua mãe era uma das filhas da imperatriz Maria Teresa da Áustria e irmã da rainha Maria Antonieta.
Devido ao contrato de casamento realizado entre a Áustria e Nápoles, quando Carlos nasceu, a sua mãe passou a ter direito a ocupar um lugar no conselho de estado.
Carlos acabaria por morrer de varíola com apenas três anos de idade. Dois dos seus irmãos mais novos acabariam por morrer da mesma doença: o príncipe José e a princesa Maria Cristina, que morreu pouco mais de uma semana depois e foi contagiada pelo irmão.
O seu corpo encontra-se sepultado na Basílica de Santa Clara (Nápoles).

## Genealogia
| Carlos, Duque da Calábria | Pai: Fernando I das Duas Sicílias | Avô paterno: Carlos III de Espanha   | Bisavô paterno: Filipe V de Espanha                         |
| Carlos, Duque da Calábria | Pai: Fernando I das Duas Sicílias | Avô paterno: Carlos III de Espanha   | Bisavó paterna: Isabel Farnésio                             |
| Carlos, Duque da Calábria | Pai: Fernando I das Duas Sicílias | Avó paterna: Maria Amália da Saxônia | Bisavô paterno: Augusto III da Polônia                      |
| Carlos, Duque da Calábria | Pai: Fernando I das Duas Sicílias | Avó paterna: Maria Amália da Saxônia | Bisavó paterna: Maria Josefa da Áustria                     |
| Carlos, Duque da Calábria | Mãe: Maria Carolina da Áustria    | Avô materno: Francisco III de Lorena | Bisavô materno: Leopoldo, Duque de Lorena                   |
| Carlos, Duque da Calábria | Mãe: Maria Carolina da Áustria    | Avô materno: Francisco III de Lorena | Bisavó materna: Isabel Carlota de Orleães                   |
| Carlos, Duque da Calábria | Mãe: Maria Carolina da Áustria    | Avó materna: Maria Teresa da Áustria | Bisavô materno: Carlos VI, Sacro Imperador Romano-Germânico |
| Carlos, Duque da Calábria | Mãe: Maria Carolina da Áustria    | Avó materna: Maria Teresa da Áustria | Bisavó materna: Isabel Cristina de Brunsvique-Volfembutel   |